# Phytodietus silvicola
Phytodietus silvicola là một loài tò vò trong họ Ichneumonidae.